# Austin Film Critics Association Awards 2005
1. ročník předávání cen asociace Austin Film Critics Association se konal v roce 2005.

## Nejlepších deset filmů
1. Crash
2. Sépie a velryba
3. Sin City – město hříchu
4. Mnichov
5. Zkrocená hora
6. Snaž se a jeď
7. Capote
8. Oldboy
9. Syriana
10. Dobrou noc a hodně štěstí

## Vítězové
- Nejlepší režisér: Paul Haggis – Crash
- Nejlepší původní scénář: Noah Baumbach – Sépie a velryba
- Nejlepší adaptovaný scénář: Larry McMurtry a Diana Ossana – Zkrocená hora
- Nejlepší herec v hlavní roli: Philip Seymour Hoffman – Capote
- Nejlepší herečka v hlavní roli: Reese Witherspoonová – Walk the Line
- Nejlepší herec ve vedlejší roli: William Hurt – Dějiny násilí
- Nejlepší herečka ve vedlejší roli: Laura Linneyová – Sépie a velryba
- Nejlepší animovaný film: Sin City – město hříchu
- Nejlepší cizojazyčný film: Oldboy (Jižní Korea)
- Nejlepší dokument: Murderball
- Nejslibnější filmař: Noah Baumbach – Sépie a velryba
- Objev roku: Terrence Howard – Crash a Snaž se a jeď
- Austin Film Award: Sin City – město hříchu